# Ezcabarte
Ezcabarte település Spanyolországban, Navarra autonóm közösségben. Ezcabarte Pamplona, Ansoáin-Antsoain, Berrioplano, Juslapeña, Odieta, Oláibar, Esteribar, Huarte/Uharte és Villava községekkel határos. Lakosainak száma 1870 fő (2024).

## Népesség
A település népessége az elmúlt években az alábbi módon változott:
| Lakosok száma | 1265 | 1403 | 1575 | 1661 | 1707 | 1816 | 1797 | 1805 | 1817 | 1870 |
|               | 2001 | 2004 | 2007 | 2009 | 2012 | 2014 | 2017 | 2019 | 2022 | 2024 |